# Haubentaucher
Der Haubentaucher (Podiceps cristatus) ist eine Vogelart aus der Familie der Lappentaucher (Podicipedidae). Der etwa stockentengroße Vogel ist der größte, häufigste und bekannteste Vertreter dieser Familie von Wasservögeln. Er brütet auf Süßwasserseen und größeren Teichen mit röhrichtbewachsenen Ufern. Besonders auffällig ist sein Balzverhalten, das auf freier Wasserfläche stattfindet und gut zu beobachten ist. Zu den Balzelementen gehören ein heftiges Kopfschütteln mit gespreizter Federhaube sowie die sogenannte Pinguin-Pose, bei denen sich die Vögel durch rasches Paddeln der Füße fast senkrecht voreinander aus dem Wasser heben. Der Haubentaucher war in Deutschland und Österreich Vogel des Jahres 2001.

## Beschreibung

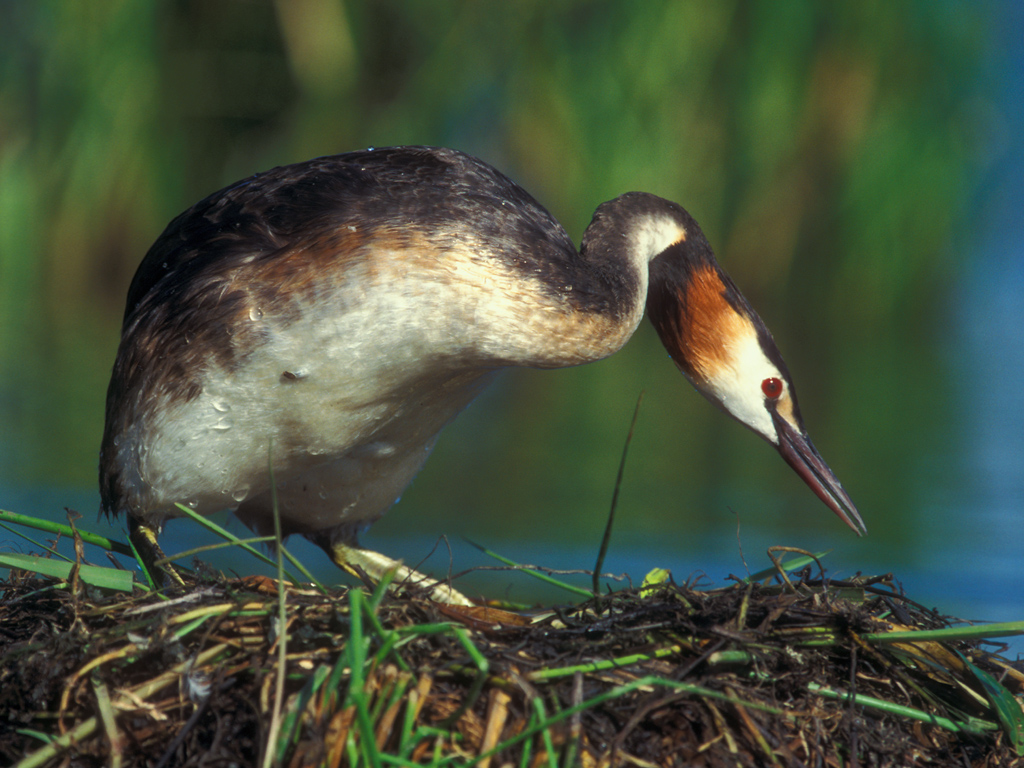
Haubentaucher im Prachtkleid

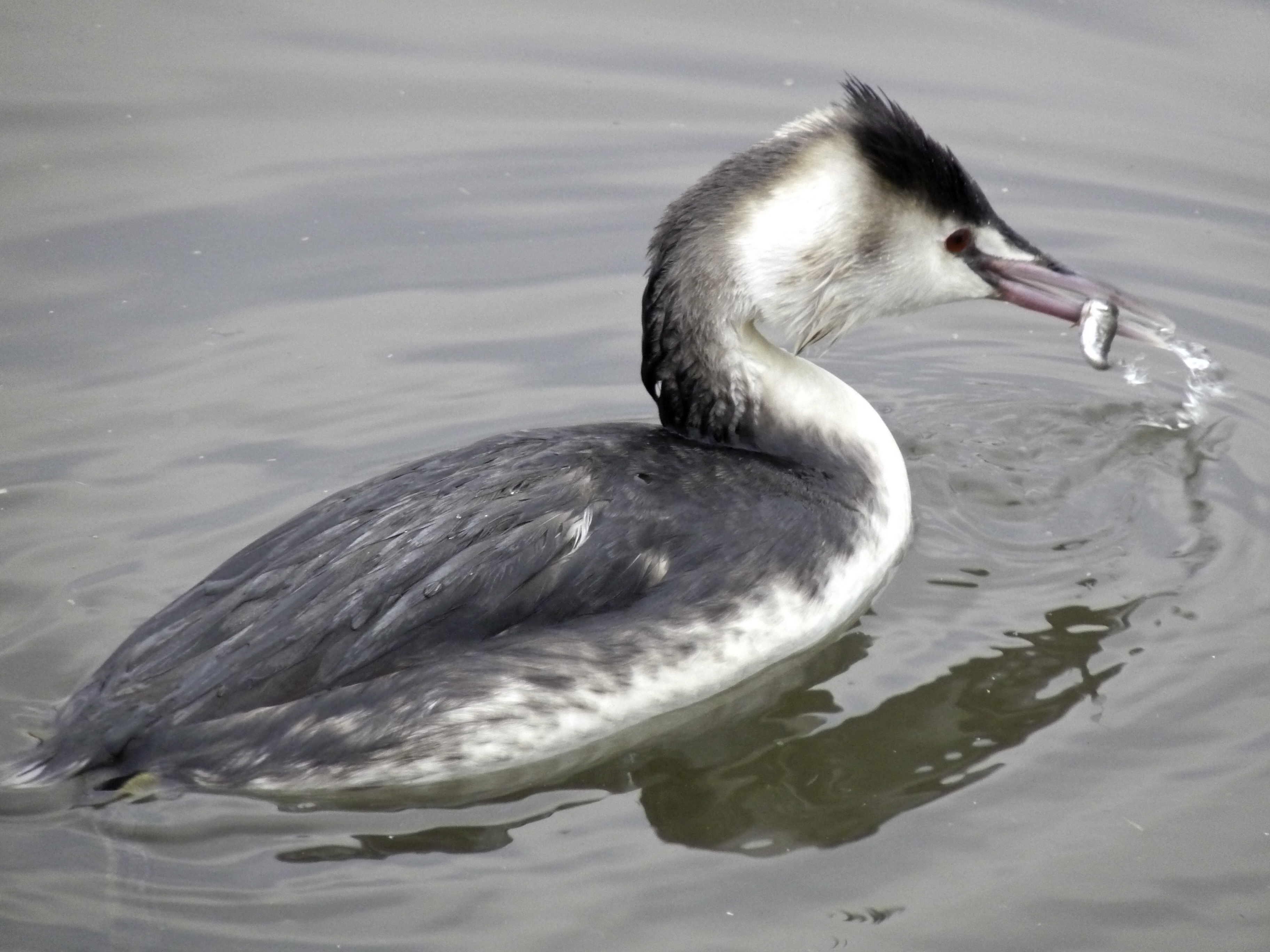
Haubentaucher im Schlichtkleid

Haubentaucher sind 46 bis 51 cm lang und haben eine Flügelspannweite von 59 bis 73 cm. Sie werden zwischen 800 und 1400 g schwer. Der Geschlechtsdimorphismus ist nur geringfügig ausgeprägt. Die Männchen sind etwas größer als die Weibchen und weisen im Prachtkleid einen etwas breiteren Kragen und eine längere Haube auf.
Der Schnabel ist in allen Kleidern rot mit einem braunen First und einer hellen Spitze. Die Iris ist rot mit einem hellorangen Ring um die Pupille. Die Beine und die Schwimmlappen sind grünlich grau.

### Prachtkleid
Im Prachtkleid sind die Stirn, der Scheitel und der Nacken schwarz. Die Kopfseiten- und Nackenfedern sind verlängert und können bei Erregung aufgerichtet werden. Zwischen der schwarzen Kopfoberseite und dem Auge verläuft ein heller Streif. Die Wangen sind weiß. Die verlängerten, kastanienbraunen Ohr- und unteren Wangenfedern, die bei Erregung gespreizt werden, bilden einen schwarz umrandeten Kragen. Der hintere Hals ist grauschwarz, die Halsseiten und der vordere Hals dagegen weiß. Die Körperoberseite ist bräunlich schwarz mit rötlichen Körperseiten. Die Körperunterseite und die Brust sind weiß. Die Handschwingen sind braungrau, wobei die Unterseite heller ist und eine weiße Basis aufweist. Die Armschwingen dagegen sind entweder vollständig weiß oder weisen dunkle Flecken auf den Außenfahnen auf.
Die Vollmauser vom Prachtkleid ins Schlichtkleid beginnt bereits während der Brutzeit im Juni und kann sich bei einzelnen Individuen bis in den Dezember hinziehen. Sie ist in der Regel jedoch bereits Ende September oder Oktober abgeschlossen. Haubentaucher verlieren während dieser Mauser alle Handschwingen gleichzeitig und sind dann für etwa vier Wochen nicht flugfähig. Männchen beginnen mit dieser Mauser in der Regel etwas früher als die Weibchen.
Die Mauser vom Schlichtkleid ins Prachtkleid beginnt bereits in den Überwinterungsgebieten und ist bei adulten Vögeln Ende März bis Anfang April abgeschlossen. Bei Jungvögeln, die ihr erstes Lebensjahr noch nicht vollendet haben, zieht sie sich bis Mai hin. Die Frühjahrsmauser ist eine Teilmauser, bei der das Gefieder von Kopf, Hals und dem Oberteil des Vorderkörpers gewechselt wird.

### Schlichtkleid
Im Schlichtkleid ist bei beiden Geschlechtern die Oberseite des Kopfes schwarzgrau. Die Haube ist kurz, der Kragen fehlt entweder völlig oder ist nur durch einzelne schwarze und rote Federn angedeutet. Die Wangen und die Kehle sind weiß. Der Hals ist ebenfalls überwiegend weiß und weist nur am Hinterhals ein schmales graues Band auf. Die Körperoberseite ist dunkel mit breiteren hellen Federrändern. Die Körperseiten sind grau. Die Körperunterseiten und die Brust sind weiß.

### Daunenküken und Jungvögel

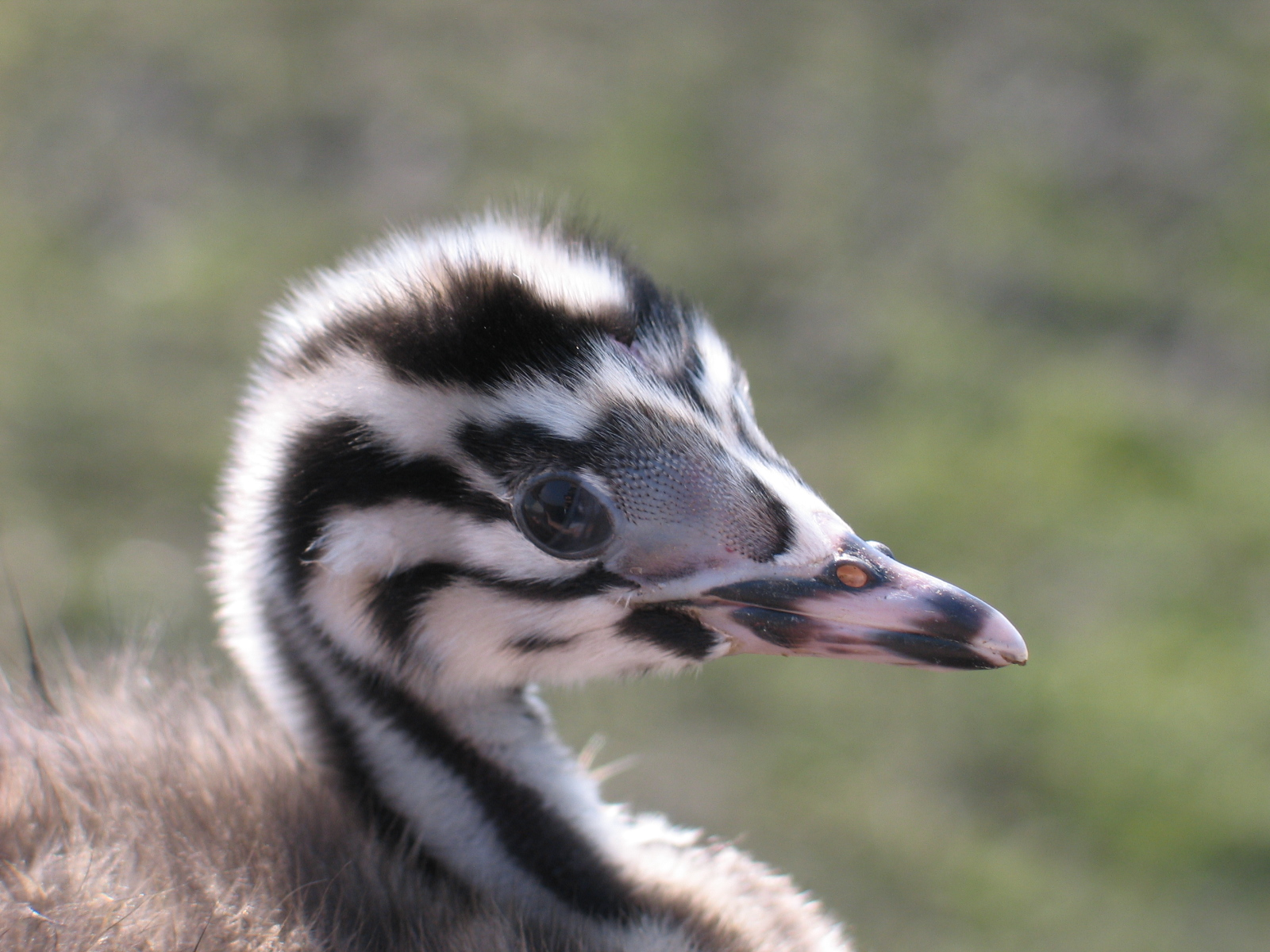
Daunenküken

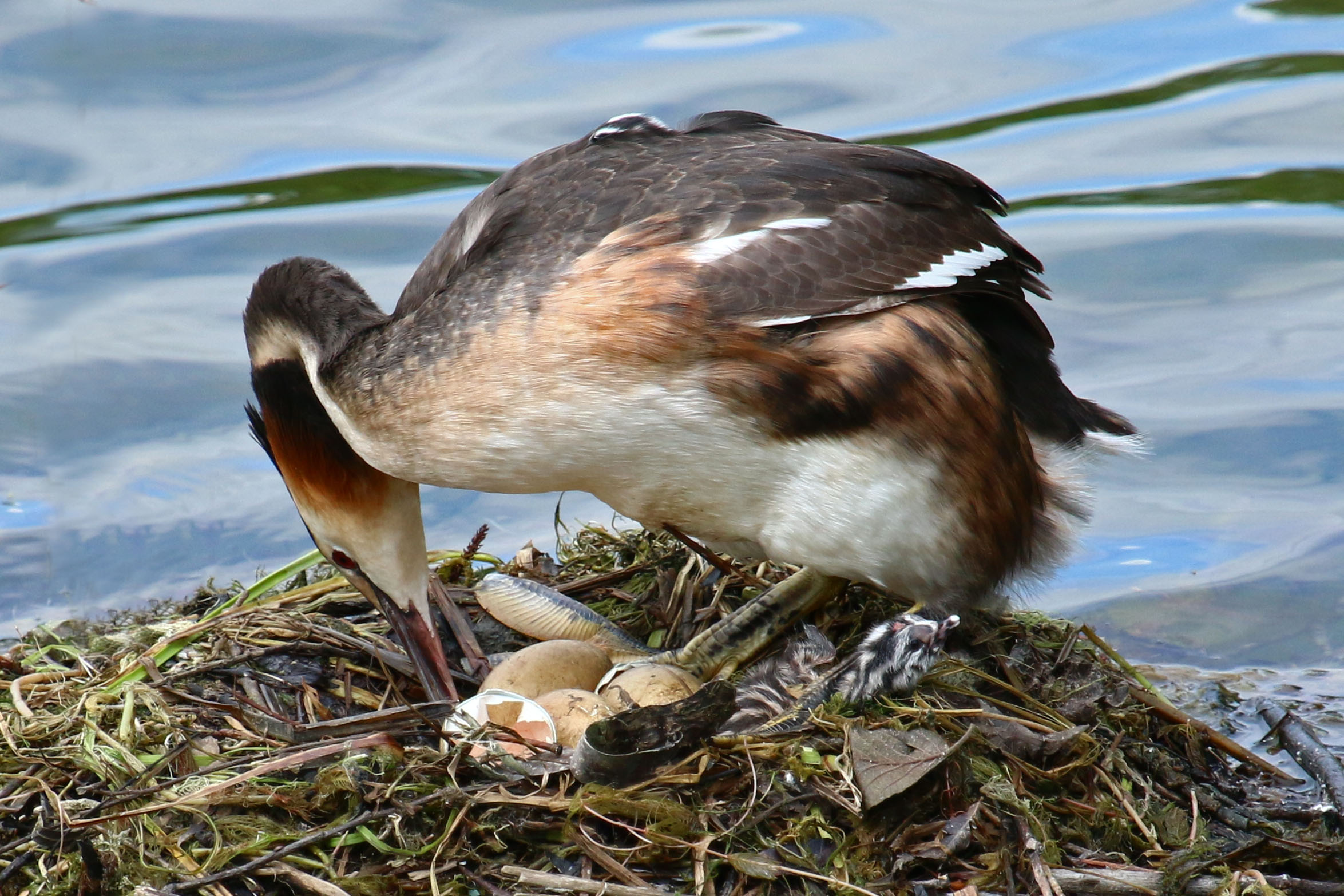
Schlüpfen eines Haubentaucherkükens

Frisch geschlüpfte Daunenküken des Haubentauchers haben ein kurzes und dichtes Daunenkleid. Der Kopf und der Hals sind schwarz und weiß längsgestreift. Der Mittelstreif ist dabei weiß. Auf der weißen Kehle befinden sich braune Flecken unterschiedlicher Größe. Der Rücken und die Körperseiten sind zunächst weniger kontrastreich bräunlich weiß und schwärzlich braun gestreift, bei älteren Daunenjungen ist sie einförmig dunkelgrau. Die Körperunterseite und die Brust sind weiß.
Am Kopf weisen die Daunenküken nackte rote Flecken zwischen Augen und Schnabel sowie einen dreieckigen roten Scheitelfleck auf. Die Iris ist schwärzlich, der Schnabel ist weißlich-rosa mit einer weißen Spitze und zwei fast vertikal verlaufenden schwarzen Bändern um beide Schnabelhälften. Davon befindet sich eines an der Schnabelbasis und das zweite hinter der Spitze. Die Beine sind dunkelgrau, die Zehen grünlich grau mit schmal bräunlichrosa gesäumten Schwimmlappen.
Das Jugendkleid ähnelt dem Winterkleid der adulten Vögel. Sie weisen jedoch auf der schwärzlichen Stirn einen weißen Fleck auf und haben an den Kopfseiten hinter dem Auge und in Höhe der Braue helle Streifen. Der Kragen ist durch einzelne schwarze und rote Federn angedeutet. Die Handschwingen sind schieferbraun mit einer weißen Basis, die Armschwingen sind weiß mit braunen Flecken auf der Innenseite. Noch im ersten Winterkleid weisen viele Jungvögel am Kopf und auf der Körperoberseite Flaum auf. In ihrem ersten Prachtkleid ist der Kragen noch etwas weniger entwickelt. Der vordere Flügelabschnitt weist noch nicht die reinweiße Färbung auf, wie er für adulte Vögel charakteristisch ist.

### Fortbewegung und Stimme
Haubentaucher zählen zu den tagaktiven Vögeln. Sie suchen nur während der hellen Tageszeit nach Nahrung. Während der Balzzeit sind ihre Stimmen jedoch auch nachts zu hören. Sie ruhen und schlafen auf dem Wasser. Nur während der Fortpflanzungszeit nutzen sie zum Ruhen auch gelegentlich zeitweilige Nestplattformen oder die nach dem Schlüpfen der Jungen freigewordenen Nester. Sie erheben sich nach einem kurzen Startlauf aus dem Wasser. Der Flug ist schnell mit raschem Flügelschlag. Sie strecken während des Fluges die Füße nach hinten und den Hals nach vorne. Im Flug sind die weißen Armschwingen gut erkennbar.
Sie schwimmen häufig mitten auf Seen und verschwinden immer wieder zu bis zu einer Minute dauernden und 5 bis 20 Meter tiefen Tauchgängen.
Haubentaucher rufen häufig und laut, ein schnarrendes Geräusch, das wie keck-keck-keck klingt.

## Verbreitung

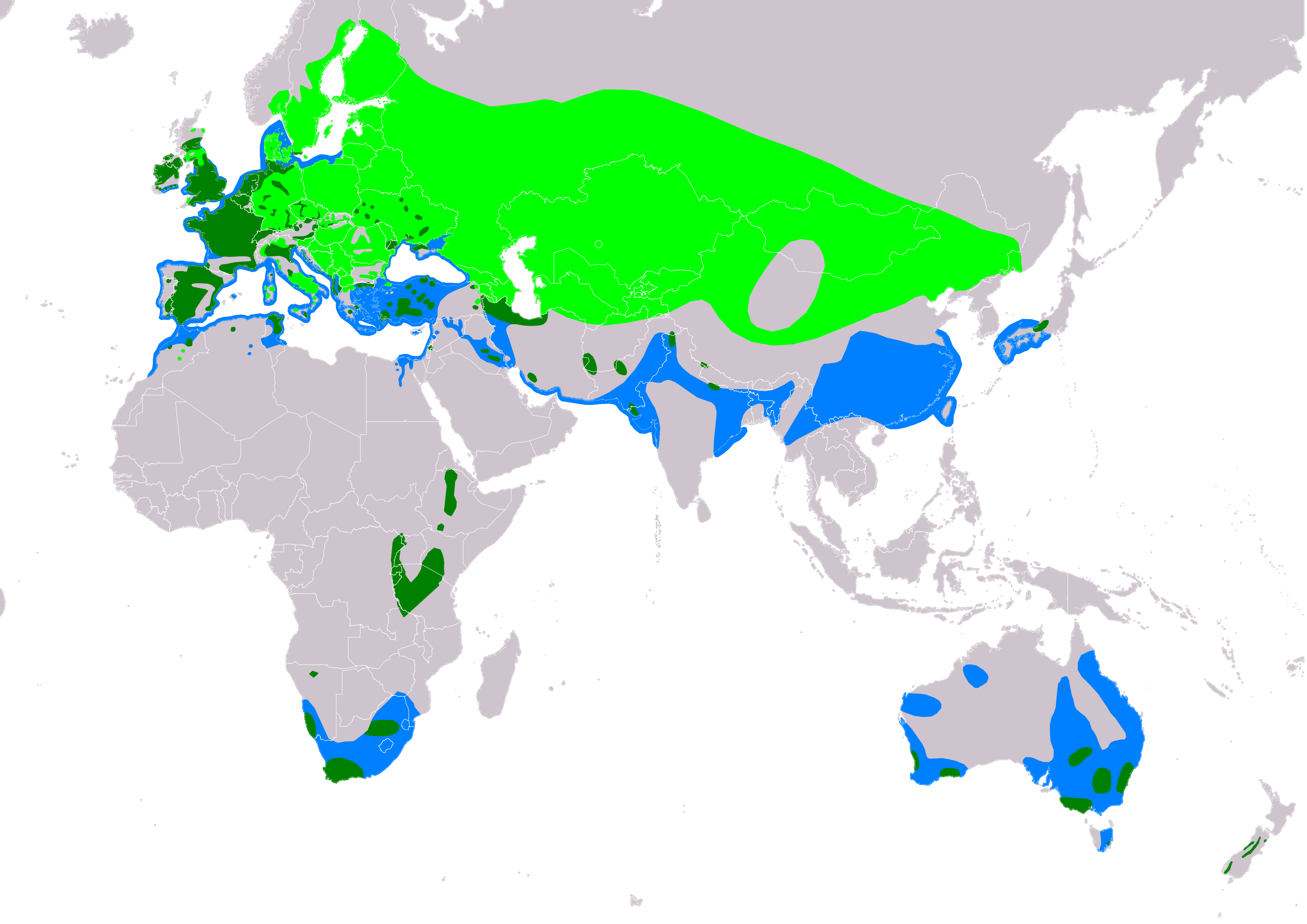
Verbreitung des Haubentauchers:
Brutgebiete
Ganzjähriges Vorkommen
Überwinterungsgebiete

Der Haubentaucher ist ein weit verbreiteter Vogel in den mittleren Breiten und Subtropen von Südwest-Europa und Nordafrika bis nach China. Die Art kommt auch südlich der Sahara sowie im Süden und Osten Australiens und der Südinsel Neuseelands vor. Abhängig von der geographischen Lage sind sie Zug- oder Standvögel. Haubentaucher, die während des Winterhalbjahrs ihr Brutareal verlassen, überwintern entweder auf großen Binnenseen oder in Küstengewässern. Zu den europäischen Seen, wo sich im Winterhalbjahr zahlreiche Haubentaucher einfinden, gehören Genfersee, Bodensee und Neuenburgersee. Sie überwintern außerdem an der westeuropäischen Atlantikküste, wo sie sich in großer Zahl im Oktober und November einfinden und bis gegen Ende Februar oder Anfang März bleiben. Weitere wichtige Überwinterungsplätze sind das Kaspische Meer, das Schwarze Meer sowie einzelne Binnengewässer in Mittelasien. In Ostasien liegen die Überwinterungsgebiete im südöstlichen und südlichen China, auf Taiwan, in Japan und in Indien. Hier halten sie sich ebenfalls überwiegend im Küstenbereich auf.
In Mitteleuropa ist der Haubentaucher in gewässerreichen Gebieten bis in die Mittelgebirgslagen recht häufig. Die höchsten Brutplätze der Schweiz kommen noch auf 1.050 Höhenmetern vor. In Deutschland reicht die Höhenverbreitung bis 810 Meter. Die östlichen Populationen Mitteleuropas sind Zugvögel, die an den Küsten in Westeuropa und Südeuropa überwintern. In Deutschland sind Haubentaucher überwiegend Standvögel, die bei länger zugefrorenen Seen ebenfalls an die Küsten wandern.
Es werden drei Unterarten des Haubentauchers unterschieden:
- P. c. cristatus in der Paläarktis
- P. c. infuscatus in Afrika südlich der Sahara
- P. c. australis in Australien und Neuseeland

## Lebensraum
Der Haubentaucher brütet auf größeren, stehenden Gewässern mit Schilfgürtel im Flachland. Er benötigt fischreiche Gewässer, die mindestens fünf Hektar groß sind. Nur selten ist er auch bereits auf einen Hektar großen Gewässern zu beobachten. An oligotrophen und mesotrophen Gewässern fehlt der Haubentaucher in der Regel gleichfalls. Neben offener Wasserfläche muss das Gewässer einen Röhrichtgürtel und ins Wasser ragende Gebüsche aufweisen, um den Nestbau zu ermöglichen.
In dem Zeitraum im Herbst, während dessen Haubentaucher herumstreifen, sind sie auch auf Gewässern ohne Wasserpflanzen anzutreffen, sofern diese reich an Fischen sind. Während des Zuges nutzen sie offene Binnenseen, Flussläufe und Küstengewässer. Salzige Binnengewässer dagegen meiden sie.

## Nahrung

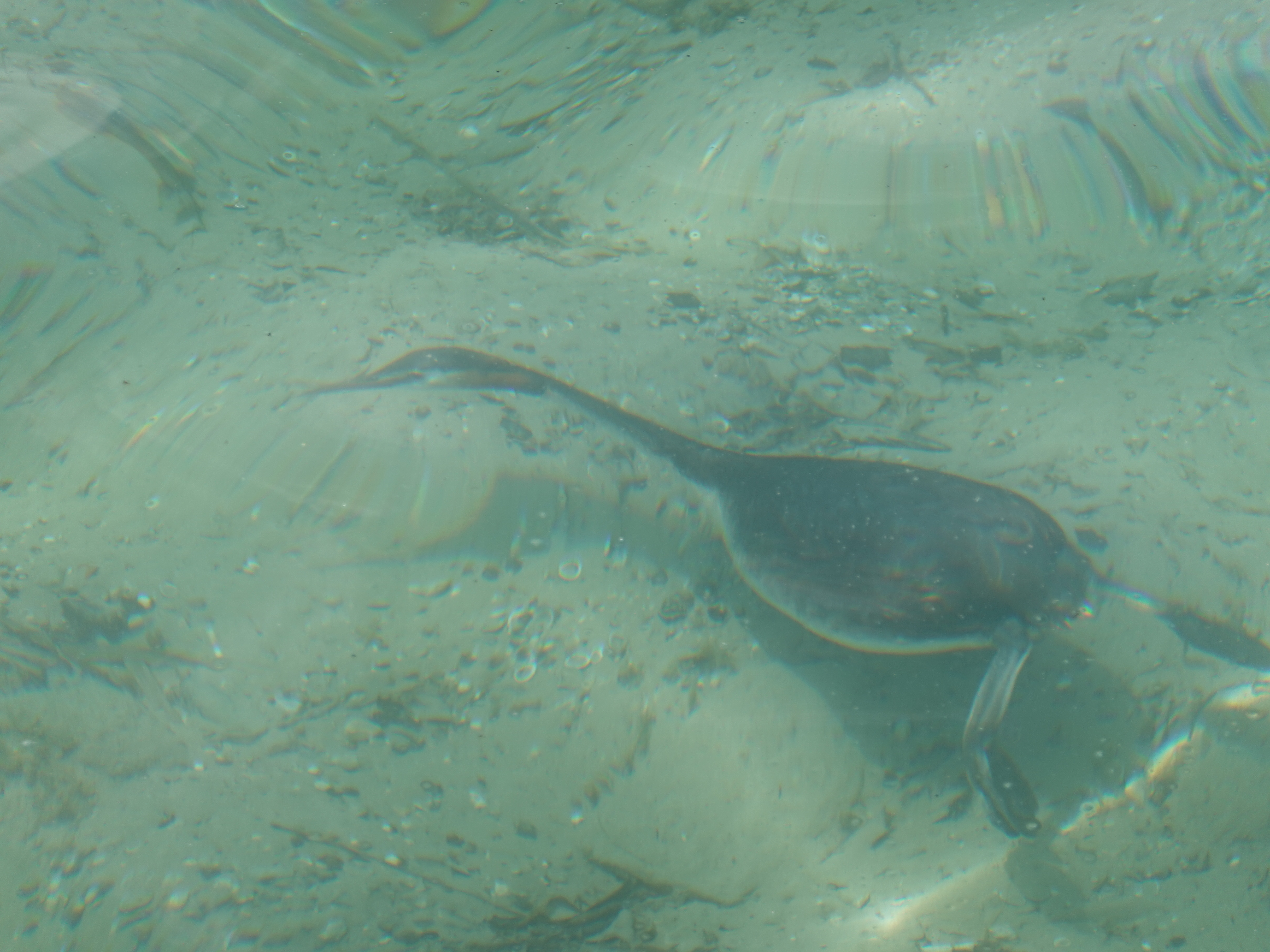
Suche nach Beute unter Wasser

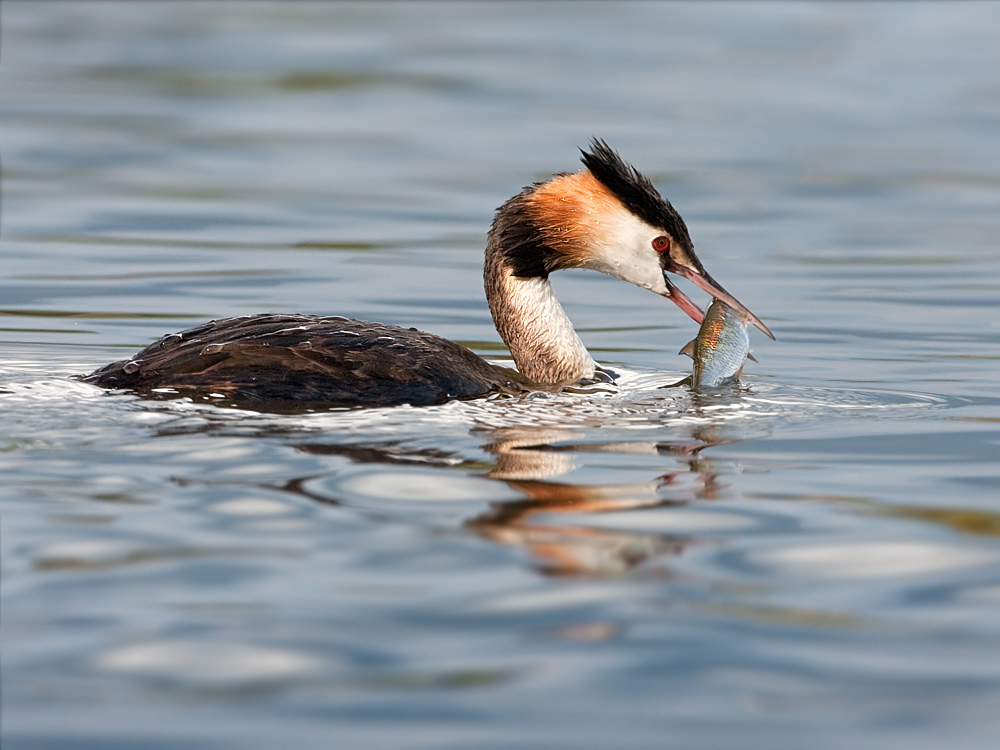
Fressender Haubentaucher, Schottland

Haubentaucher fressen hauptsächlich kleine Fische, die sie tauchend jagen. Überwiegend handelt es sich um Oberflächenarten, die eine mittlere Länge von 10 bis 15 Zentimeter erreichen. Die maximale Fischgröße, die Haubentaucher fressen, beträgt 25 Zentimeter. Zu ihren typischen Beutefischen auf Süßgewässern gehören Moderlieschen, Karpfen, Plötzen, Weißfische, Grundeln, Barsche, Hechte und Zander. Aber auch Kaulquappen, Frösche, Krebstiere, Spinnen und Wasserinsekten sowie Samen gehören zu ihrer Nahrung. Detailliertere Untersuchungen haben gezeigt, dass es zwischen einzelnen Populationen erhebliche Unterschiede in der Nahrungszusammensetzung gibt. So gibt es einzelne Populationen, bei denen im Sommer Fischnahrung keine große Rolle spielt und die Hauptnahrung aus Käfern und Wanzen bestand. Der tägliche Bedarf beträgt etwa 200 Gramm. Junge werden zunächst mit Insekten gefüttert. Daneben lässt sich wie bei vielen Lappentauchern auch ein Fressen von Federn beobachten. Bereits die Jungvögel werden gelegentlich mit Federn gefüttert. In ihren Überwinterungsgebieten ernähren sie sich nur von Fischen. Auf Salzgewässern sind es Grundeln, Heringsfische, Stichlinge, Dorsche und Karpfenfische, die den größten Teil ihrer Beute ausmachen.
Haubentaucher verzehren größere Fische auf der Wasseroberfläche. Die Beutetiere werden in der Regel mit dem Kopf voraus geschluckt. Kleine Fische fressen sie noch unter Wasser. Haubentaucher tauchen während ihrer Nahrungssuche in der Regel weniger als 45 Sekunden. Dabei schwimmen sie unter Wasser normalerweise zwischen zwei und vier Meter. Die maximal nachgewiesene Tauchstrecke beträgt 40 Meter. Insekten werden auch aus der Luft geschnappt oder von der Wasseroberfläche gepickt. Gelegentlich scheuchen sie durch rasche Beinbewegungen auch Fische und Insekten auf, die sich zwischen den Wasserpflanzen aufhalten.

## Fortpflanzung

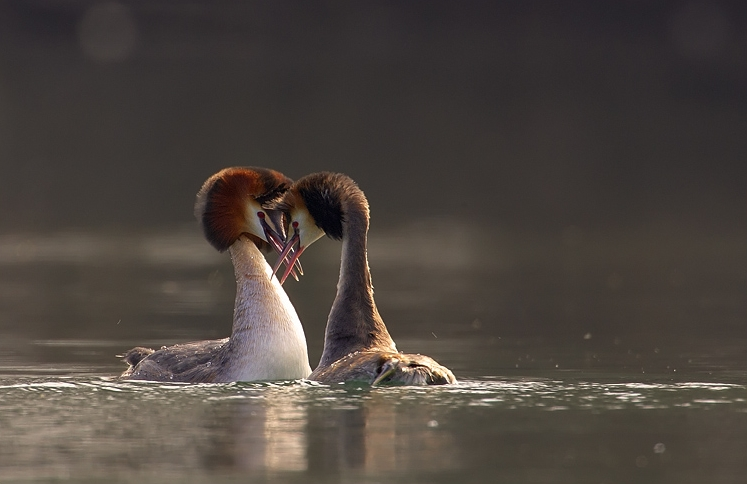
Balzende Haubentaucher

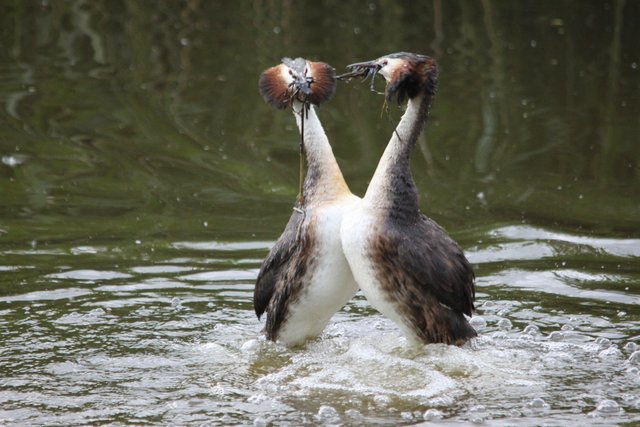
Pinguinpose mit gleichzeitigem Präsentieren von Nistmaterial

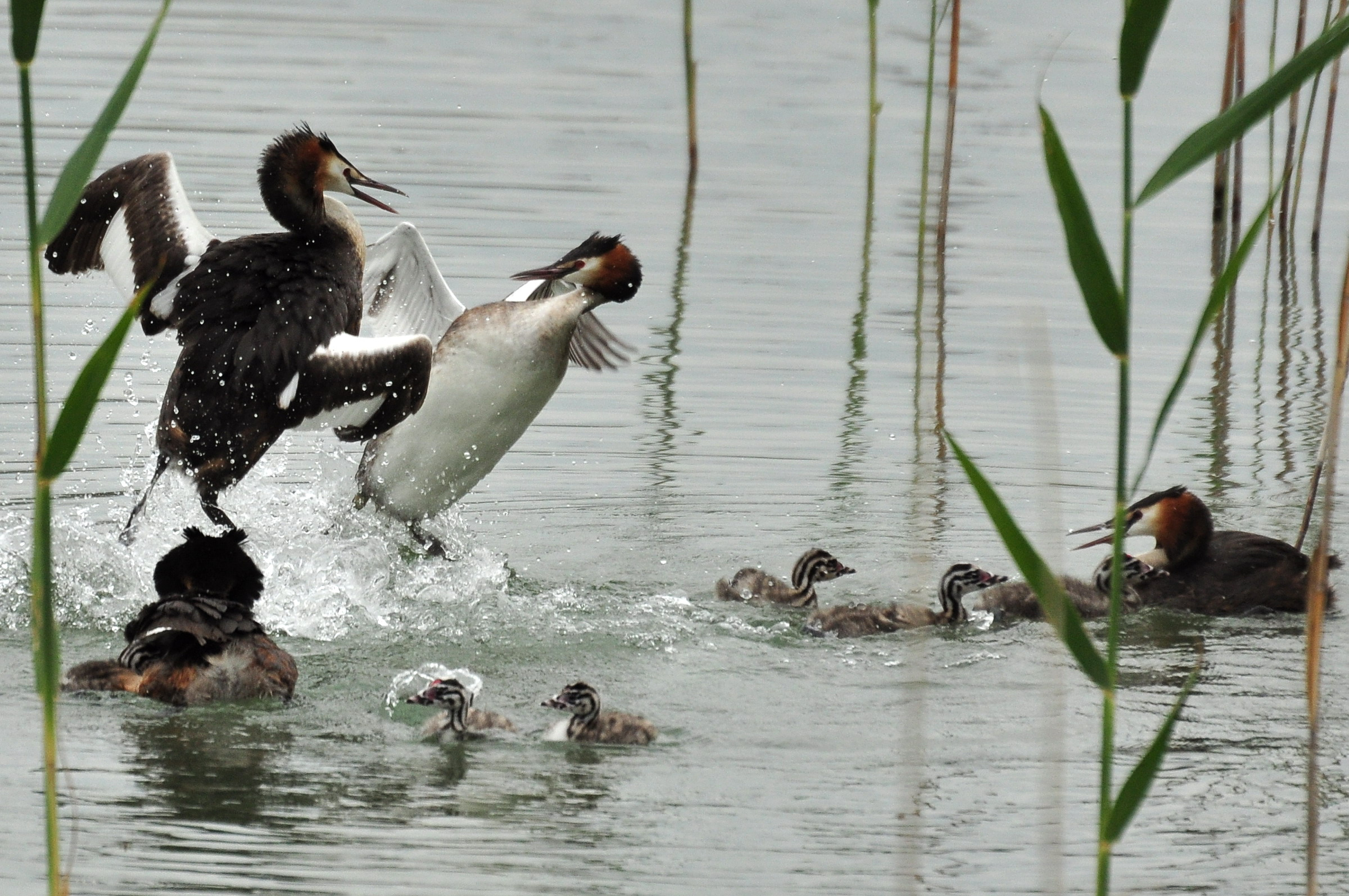
Einander attackierende Haubentaucher

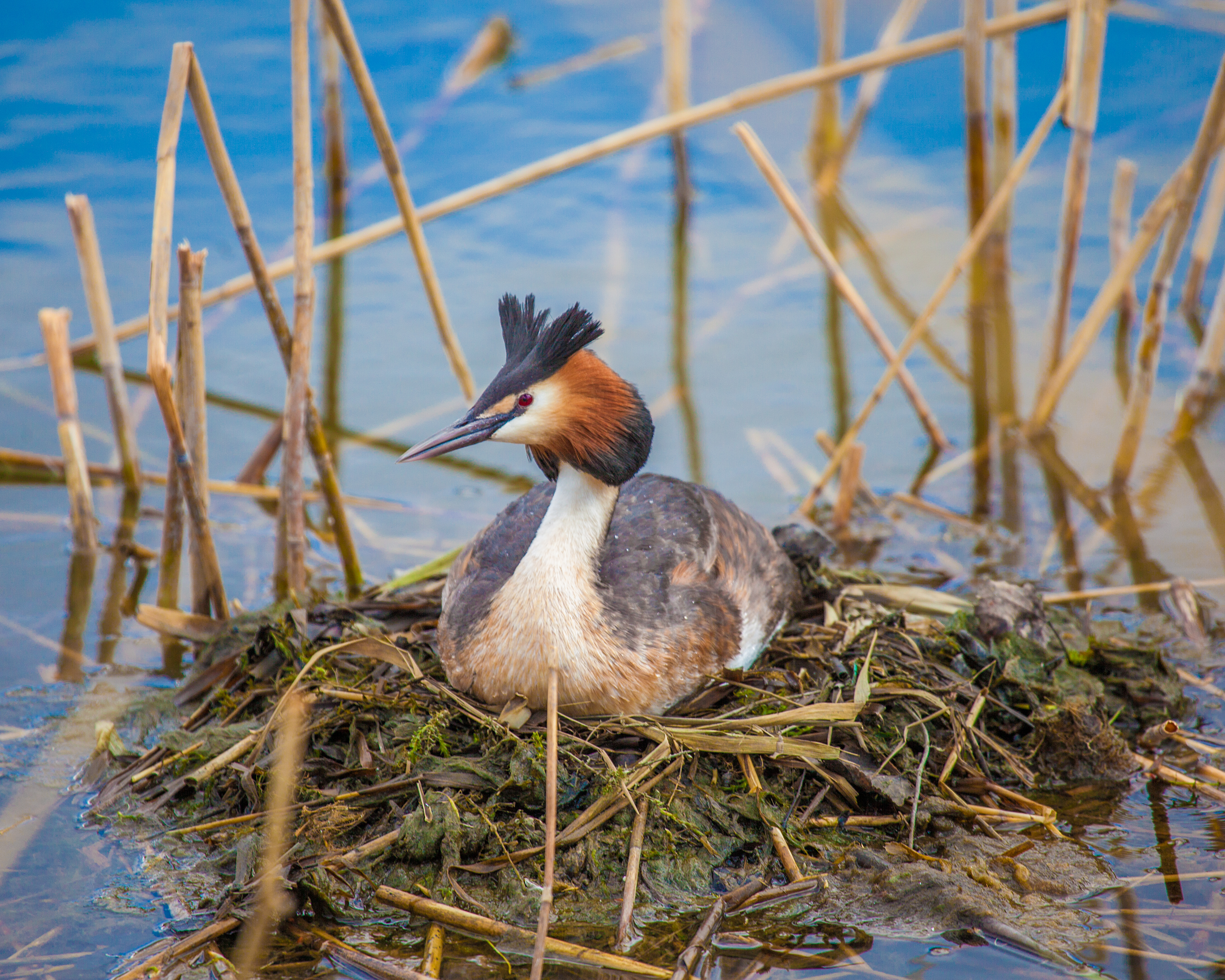
Haubentaucher auf dem Nest

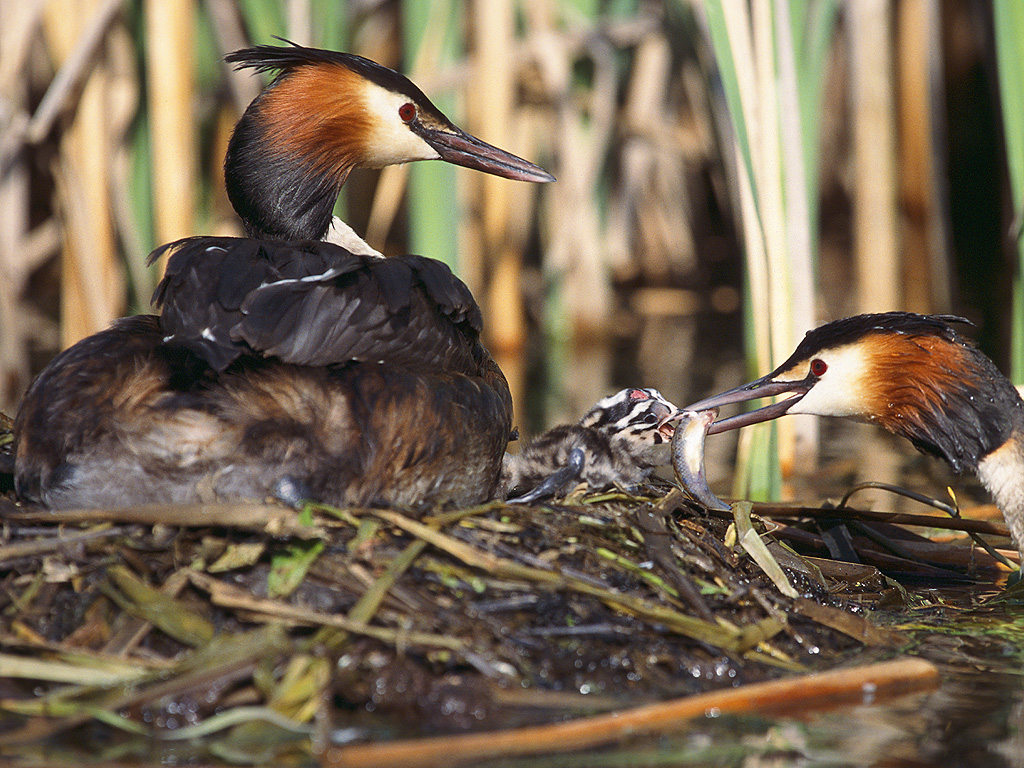
Haubentaucher mit Jungen am Nest

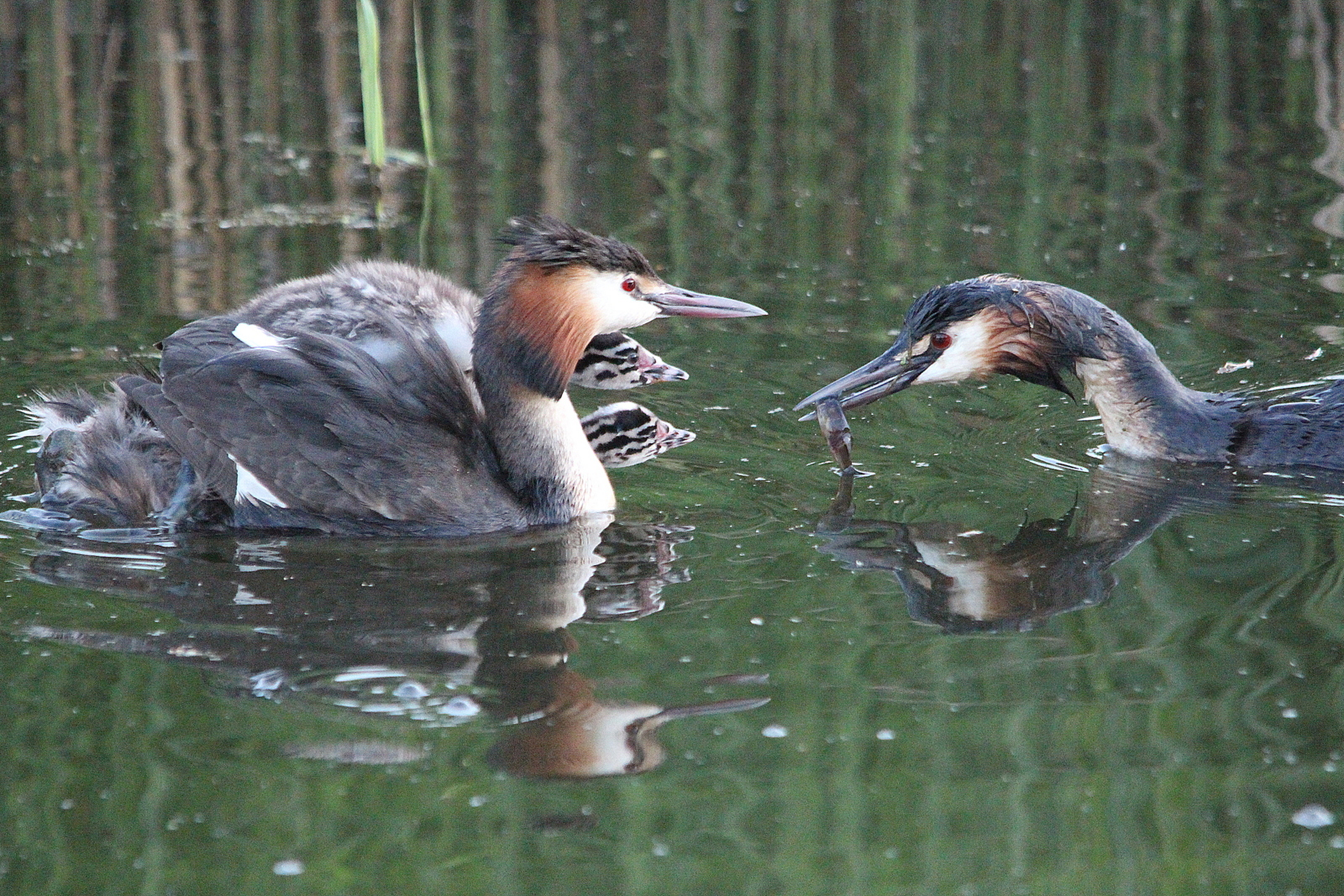
Auf dem Rücken eines Elternvogels sitzende Dunenjungen werden vom zweiten Elternvogel mit Fischen gefüttert

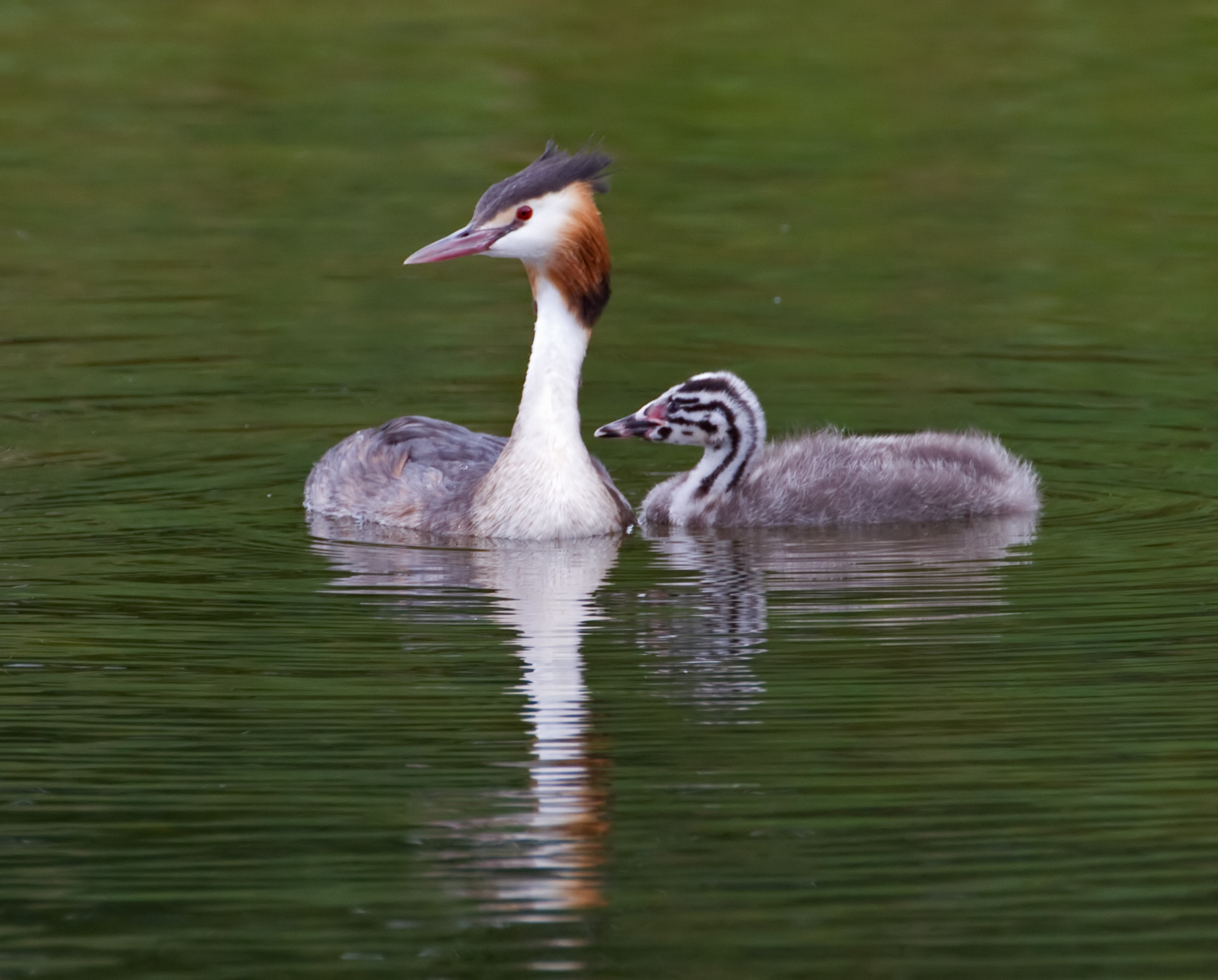
Älteres Dunenküken in Begleitung eines Elternvogels

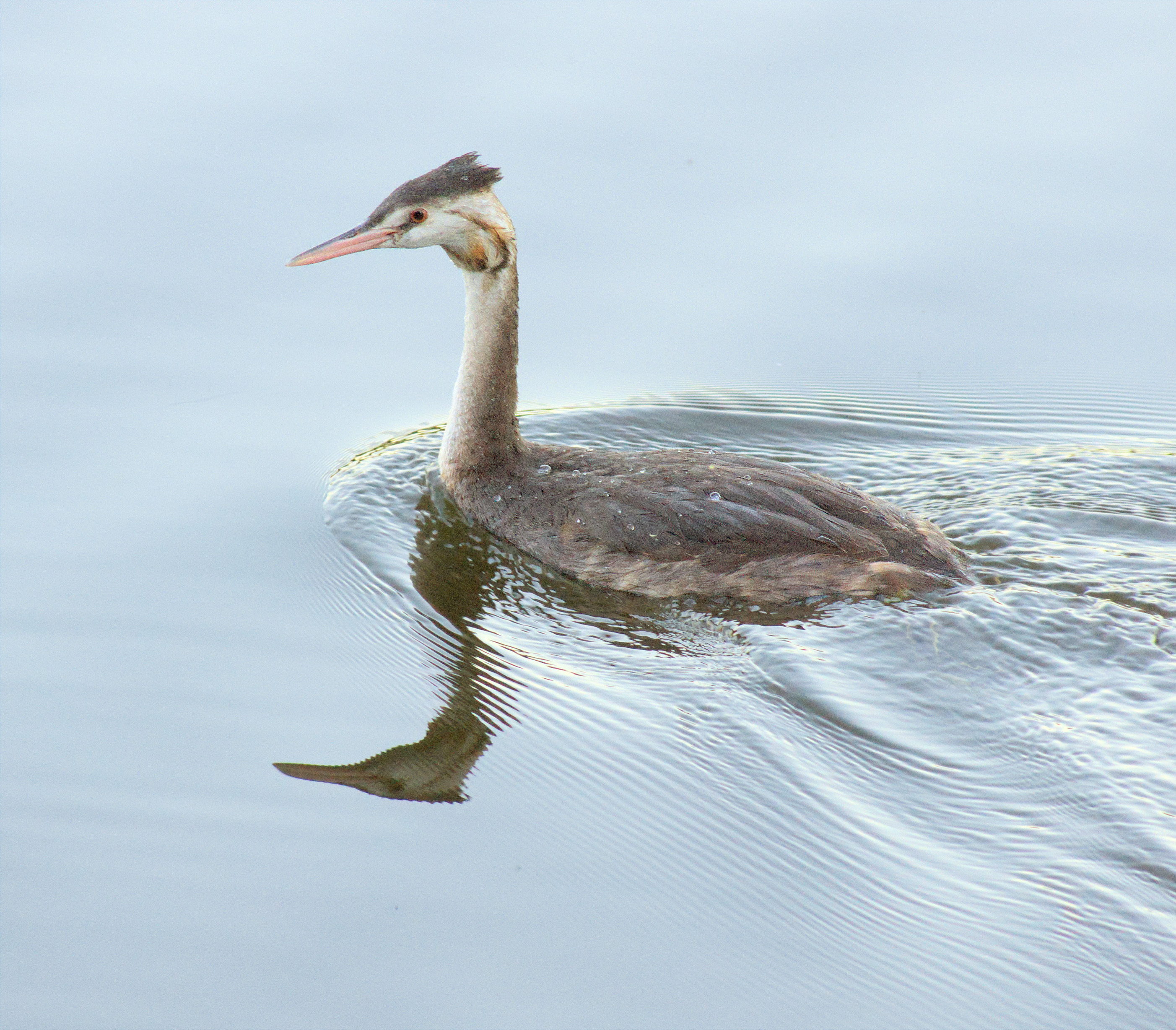
Jungvogel

Haubentaucher erreichen ihre Geschlechtsreife frühestens gegen Ende des 1. Lebensjahres, brüten aber im 2. Lebensjahr meist noch nicht erfolgreich. Sie führen eine monogame Saisonehe.
In Mitteleuropa kommen Haubentaucher in der Regel im März/April an ihrem Brutplatz an. Der Beginn der Brutperiode ist Ende April bis Ende Juni, bei günstigen Witterungsbedingungen aber auch schon im März. Sie ziehen pro Jahr ein oder zwei Bruten groß.
Haubentaucher behaupten während der Brutzeit ein Nest- und Nahrungsrevier. Bei reichem Nahrungsangebot und wenigen Stellen, die für einen Nestbau geeignet sind, ist ein kolonieartiges Brüten möglich. Solche Kolonien sind unter anderem aus Westeuropa, der Barabasteppe, dem Asowgebiet und Estland bekannt. Die Kolonien bestehen meistens aus zehn bis zwanzig Brutpaaren, in Ausnahmefällen brüten aber bis zu 100 Paare in großer Nähe zueinander. Die Entfernung zwischen den Nestern beträgt bei koloniebrütenden Haubentauchern mindestens zwei Meter. Brutkolonien von Haubentauchern befinden sich immer in der Nähe von Brutkolonien anderer Vogelarten. Meistens handelt es sich dabei um Lachmöwen, gelegentlich brüten sie auch gemeinsam mit Weißbartseeschwalben und Schwarzhalstauchern.

### Balzverhalten
Die Balz der Haubentaucher ist auffällig und setzt sich aus einer Reihe von ritualisierten Verhaltenselementen zusammen. Die Balz beginnt ab Dezember noch in den Überwinterungsgebieten, wenn die Vögel anfangen, Paare zu bilden; sie währt über mehrere Monate und lässt in ihrer Intensität erst nach, wenn die Paare mit dem Nisten beginnen. Funktion dieses Verhaltens ist die Paarbildung und die Aufrechterhaltung der Paarbeziehung.
Zu den auffälligsten Balzritualen des Haubentauchers gehört die Pinguin-Pose: Das Paar richtet sich auf dem Wasser Brust an Brust auf, die Vögel schütteln die Köpfe und schlagen mit den Füßen auf das Wasser. Bei der Balz werden im Geschenkritual Geschenke in Form von Futter und Nestmaterial überreicht.
Männchen und Weibchen spielen dabei identische oder vertauschte Rollen. Dem „Pinguintanz“ geht meist die „Kopfschüttelzeremonie“ voraus, die wiederum durch die „Jungfernpose“ oder die „Entdeckungszeremonie“ eingeleitet wird. Bei der Jungfernpose macht ein einzelner Vogel durch weit reichende, raue Rufe darauf aufmerksam, dass er einen Partner sucht. Während der Entdeckungszeremonie nähert sich ein Vogel dem anderen durch Antauchen knapp unter der Wasseroberfläche, woraufhin er sich langsam in einer Geisterpose über ihn emporreckt. Der zweite Vogel steht ihm in einer Katzenhaltung gegenüber. Die anschließende Kopfschüttelzeremonie ist in drei Stadien eingeteilt. In der ersten Phase begegnen sich die Vögel, senken drohend die Köpfe und kommen einander näher, während sie sich aufrichten, Schopf und Kragen spreizen und ein tickendes Geräusch ausstoßen. Dabei werden die nach unten gerichteten Schnäbel seitlich hin- und hergeschüttelt. Den Anfang der zweiten Phase macht ein erneutes Aufrichten, bei dem die Kopfschmuckfedern weniger gespreizt sind und die Vögel abwechselnd den Kopf schütteln und wiegen. In der abschließenden dritten Phase beginnen einer oder beide Vögel mit dem Scheinputzen des Gefieders und lehnen sich nach hinten, um eine der Flügelfedern nach oben zu ziehen.

### Agonistisches Verhalten
Agonistisches Verhalten ist während der Fortpflanzungszeit bei Haubentauchern häufig zu beobachten. Elemente dieses Verhaltens spielen eine Rolle sowohl bei der Paarbildung als auch bei der Verteidigung des Reviers und der Jungen.
Bei einem unerwarteten Zusammentreffen mit einem nicht angepaarten Artgenossen nehmen Haubentaucher häufig eine Abwehrpose ein, bei der der Federschopf und -kragen gespreizt und der Hals waagrecht ausgestreckt ist. Der Schnabel weist leicht zum Wasser. Bei sehr erregten Vögeln sind zusätzlich die Flügel leicht ausgebreitet und gesenkt. Attackierende Vögel tauchen gelegentlich unter und schwimmen knapp unterhalb der Wasseroberfläche auf den störenden Vogel zu. Kämpfende Haubentaucher schlagen mit den Flügeln, attackieren einander mit Schnabelhieben und schlagen mit den Füßen aufs Wasser. Unterlegene Rivalen tauchen seitwärts ab, laufen unter Schlagen der Flügel über die Wasseroberfläche und tauchen dann ab oder fliegen manchmal sogar auf.

### Paarung und Nestbau
Haubentaucher errichten während der Balzzeit ein oder mehrere zeitweilige Nester, die vorwiegend als Paarungsplattform dienen. Der Paarung geht fast immer ein Bauen am Nest durch beide Partner voraus. Bei der Paarung liegt einer der beiden Haubentaucher auf der Plattform, wobei er den Hals und Kopf flach geradeaus streckt. Der andere Partnervogel schwimmt zunächst in unmittelbarer Nähe der Nistplattform, verlässt dann das Wasser und besteigt flügelschlagend den auf der Plattform liegenden Partner.
Haubentaucher bauen ihr Hauptnest vorzugsweise am Außenrand des Verlandungsgebietes eines Gewässers. Das Nest wird entweder am Boden oder an submersen Pflanzen verankert. Haubentaucher bauen allerdings auch völlig offene Schwimmnester, die sich mitten in kleinen oder flachen Gewässern befinden. Am Nestbau sind beide Elternvögel beteiligt. Der Nestbau dauert in der Regel zwischen zwei und acht Tage, kann sich in Extremfällen aber auch über 28 Tage erstrecken. Das Nistmaterial finden Haubentaucher in unmittelbarer Umgebung des Neststandorts. Die Basis des Nestes sind Schilfhalme, die zwischen aus dem Wasser ragende Pflanzenstängel gelegt werden. Auf diese schichten die Haubentaucher altes Laub und feine Wurzeln. Das wichtigste Baumaterial sind jedoch Schilfrohr, Rohrkolben und Seggen. In der Regel wird vorjähriges, trockenes Pflanzenmaterial verbaut.
Das Nest ragt zwischen 3 und 10 Zentimeter über die Wasseroberfläche hinaus. Der Durchmesser des Nests beträgt zwischen 28 und 65 Zentimeter. Der Durchmesser der Nistmulde beträgt zwischen 12 und 22 Zentimeter.

### Gelege und Brut

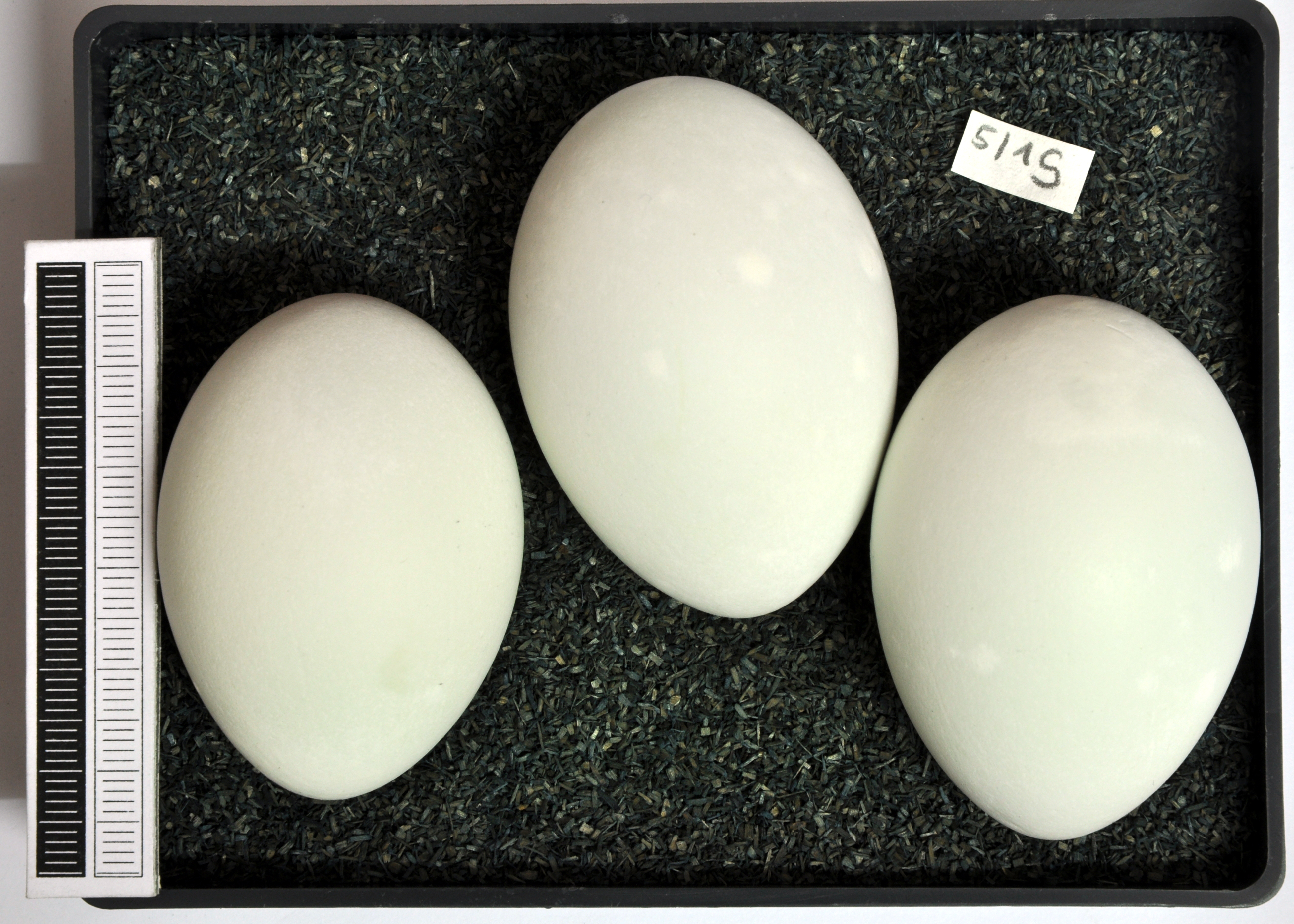
Eier (Sammlung Museum Wiesbaden)

Der Legebeginn ist in Mitteleuropa meist April bis Ende Juni. Die Eiablage erfolgt am Morgen oder in der ersten Tageshälfte. Der Legeabstand zwischen den einzelnen Eiern beträgt gewöhnlich 2 Tage. Frisch gelegte Eier sind matt-weiß. Sie nehmen im Nest jedoch bald eine grünliche und bräunliche Farbe an. Das Vollgelege besteht überwiegend aus drei bis vier Eiern, in Ausnahmefällen sind jedoch auch Gelege von bis zu sieben Eiern möglich.
Das Gelege wird von beiden Elternvögeln abwechselnd im Drei-Stunden-Rhythmus 27 bis 29 Tage lang bebrütet. Die Brut beginnt mit der Ablage des ersten Eis. Das verfaulende Nistmaterial hat keine wärmebildende Bedeutung. Die Temperatur am Boden der Nestmulde beträgt während des Brütens 32°.  Nach russischen Untersuchungen verlassen Haubentaucher ihr Gelege nur für eine Zeit von 0,5 bis 28 Minuten allein. Britische Untersuchungen haben dagegen ein Verlassen des Geleges zwischen 10 und 492 Minuten festgestellt. Werden brütende Haubentaucher von Menschen beunruhigt, bedecken sie das Gelege mit Nistmaterial und tauchen vom Nest weg. Sie tauchen in einer Entfernung von sechs bis zehn Meter wieder an der Wasseroberfläche auf.

### Aufzucht der Jungvögel
Das Schlüpfen der  Küken erfolgt nicht synchron, sondern in der Regel mit einem Abstand von einem Tag. Die Küken sind Nestflüchter und können sofort selbst schwimmen und nach sechs Wochen tauchen. In den ersten zwei bis zehn Wochen werden sie jedoch hauptsächlich von den Altvögeln auf dem Rücken im Gefieder versteckt getragen und sogar beim Tauchen mit unter Wasser genommen. Schwimmen sie selbständig, halten sie sich in der ersten Lebenswoche in einem Umkreis von 50 bis 100 Meter vom Nest auf. Ältere Dunenküken streifen weiträumiger auf dem Gewässer umher.
Während der Fütterung sitzen sie gewöhnlich auf dem Rücken eines der Elternvögel, während der zweite füttert. Die Nahrung wird von Schnabelspitze zu Schnabelspitze gereicht. Die Nahrung der Küken besteht zunächst hauptsächlich aus Insekten und deren Larven sowie kleinen Fischen. Sie sind im Alter von 71 bis 79 Tagen selbständig und haben zu diesem Zeitpunkt das Dunenkleid gegen das Jugendkleid getauscht.

### Mortalitätsrate der Jungvögel
Vor allem Rabenkrähen, Elstern und Rohrweihen vernichten Gelege der Haubentaucher, wenn diese von den Elternvögeln beispielsweise nach einer Beunruhigung durch Menschen für eine Weile verlassen werden. Die Veränderung des Wasserstandes ist ein weiterer Grund, warum Gelege verloren gehen. Nach verschiedenen Untersuchungen in Großbritannien, Kontinentaleuropa und Russland schlüpfen pro Gelege zwischen 2,1 und 2,6 Dunenküken. Die Dunenküken werden außerdem von großen Raubfischen wie beispielsweise Hechten gefressen. Ein Teil der Dunenküken verhungert, weil sie den Anschluss an den Elternvogel verloren haben. Ungünstige Witterungsbedingungen wirken sich gleichfalls negativ auf die Zahl der Jungvögel aus, die flügge werden.

## Gefährdung und Bestand
Nachdem der Bestand der Haubentaucher durch jagdliche Eingriffe und eine Beeinträchtigung des Lebensraumes deutlich zurückging, ist der europäische Bestand der Haubentaucher seit den späten 1960er und frühen 1970er Jahren stark angestiegen. Gleichzeitig hat die Art ihr Areal deutlich ausgeweitet. Bestandszunahme und Arealausweitung sind überwiegend auf eine Eutrophierung der Gewässer durch Erhöhung des Nährstoffeintrages und dadurch – zumindest anfänglich – besseres Nahrungsangebot vor allem an Weißfischen zurückzuführen. Gleichzeitig wurde die Bestandserhöhung durch die Anlage von Fischteichen und Speicherseen begünstigt. Seit den 1990er Jahren stagniert die Bestandsentwicklung oder ist teilweise regional sogar rückläufig. Insgesamt ist die Bestandsentwicklung in Mitteleuropa sehr uneinheitlich.
Untersuchungen an Baggerseen im Donautal in Bayern ergaben, dass an Baggerseen, welche aus Naturschutzgründen für eine Freizeitnutzung gesperrt waren, der Bruterfolg doppelt so groß war wie an Seen mit Freizeitnutzung. An gesperrten Seen wurden pro Brutpaar durchschnittlich 1,8 Jungvögel flügge, während es mit Freizeitnutzung durch Menschen durchschnittlich nur 0,9 flügge Jungvögel waren. Störungsfreie Baggerseen werden zudem doppelt so häufig zum Brüten genutzt wie solche mit menschlicher Nutzung.
Der europäische Bestand beträgt zwischen 300.000 und 450.000 Brutpaare. Den größten Bestand gibt es im europäischen Teil Russlands, wo zwischen 90.000 und 150.000 Brutpaare vorkommen. Länder mit mehr als 15.000 Brutpaaren sind Finnland, Litauen, Polen, Rumänien, Schweden und die Ukraine. In Mitteleuropa brüten zwischen 63.000 und 90.000 Brutpaare. Die Sommerbestände enthalten außerdem einen großen Teil von Nichtbrütern.
Der Haubentaucher gilt als eine der Arten, die vom Klimawandel besonders betroffen sein werden. Ein Forschungsteam, das im Auftrag der britischen Umweltbehörde und der Royal Society for the Protection of Birds die zukünftige Verbreitungsentwicklung von europäischen Brutvögeln auf Basis von Klimamodellen untersuchte, geht davon aus, dass sich bis zum Ende des 21. Jahrhunderts das Verbreitungsgebiet dieser Art deutlich verändern wird. Das Verbreitungsgebiet wird sich nach dieser Prognose um etwa ein Drittel verkleinern und gleichzeitig nach Nordosten verschieben. Zu den möglicherweise künftigen Verbreitungsgebieten zählen die Kola-Halbinsel und der nördlichste Teil des westlichen Russlands. Dagegen geht ein großer Teil des Verbreitungsgebietes auf der Iberischen Halbinsel, an der nördlichen Mittelmeerküste und in Frankreich verloren. Das mitteleuropäische Verbreitungsgebiet wird deutlich lückenhafter.

## Haubentaucher und Menschen
Der Schutz des Haubentauchers war im 19. Jahrhundert das Gründungsziel einer britischen Tierschutzvereinigung, aus der später die Royal Society for the Protection of Birds (RSPB) hervorging. Haubentaucherbälge, besonders das dichte, seidige, Gefieder von Brust und Bauch, wurden damals sehr häufig in der Modeindustrie verarbeitet. Modisten  und Kürschner stellten, nicht nur dort, aus den pelzähnlichen, meist von Deckfedern befreiten Vogelfellen Kragen, Hüte und Muffe her. Aufgrund der Schutzbemühungen der RSPB konnte die Art in Großbritannien erhalten werden.
Da Fische seine Hauptnahrungsquelle darstellen, wurde der Haubentaucher seit jeher verfolgt. Die größte Bedrohung geht von Sportanglern sowie Badegästen und Wassersportlern aus, die immer häufiger kleine Gewässer und deren Uferzonen aufsuchen, weshalb der Vogel, trotz des gesetzlichen Naturschutzes, immer seltener wird.